# Марк Геддон
Марк Геддон (англ. Mark Haddon; нар. 28 жовтня 1962) — англійський письменник. Відомий своїм романом «Дивний випадок із собакою вночі» (2003).

## Життя і творчість
Народився у Нортгемптоні закінчив Оксфордський університет, де отримав ступінь бакалавра мистецтв з англійської мови та літератури. Працював з дорослими та дітьми із синдромом Аспергера, був касиром у театрі, розвозив пошту на велосипеді. У 1984 році захистив магістерську дисертацію з англійської мови в Единбурзькому університеті.
Перша дитяча книжка побачила світ 1987 року. 2003 року виходить перша книжка для дорослих — «Дивний випадок із собакою вночі». Цей роман було визнано книжкою року у Великій Британії, відзначено літературними преміями.

## Українські видання
- Марк Геддон «Дивний випадок із собакою вночі» (Львів: Кальварія, 2010) ISBN 978-966-663-285-5
- Марк Геддон «Загадковий нічний інцидент з собакою» (Харків: Клуб сімейного дозвілля, 2016)